# Віра Балала III
Віра Балала III (д/н– бл. 1342) — магараджахіраджа Держави Хойсалів в 1292—1342 роках. На початку панування зумів повернути втрачені його попередниками землі. Але вимушений був визнати перевагу Делійського султанату. В останні року воював проти мусульман, загинувши в одній з битв, що спричинило остаточний занепад Хойсалів.

## Життєпис
Син Нарасімхи III. Посів трон близько 1292 року. До 1295 року здолав свого стрийка Раманатха, приєднавши його володіння на півдні, тим самим відновивши єдність держави. 1296 року скористався поразкою Рамачандри, чакравартіна Держави Сеунів, від делійського султана Алауддіна, для відвоювання колишній володінь на північ від річки Тунґабгадра. За цим виступив проти дрібних князівств — Алвакхеда (династія Алупів), Хангала (гілка династії Кадамба) та Шимога (династія Сантара), що раніше були васалами Сеунів, встановивши до 1303 року над ними свою зверхність династією Алупів. 1305 року завдав поразки Сеунам в битві біля Холалкери, відсунувши кордон до Лаккунді (сучасна північна Карнатака).
У 1309—1310 роках успішно втрутився у боротьбу за владу в державі Пандья, поставивши на трон Віра Пандью IV. Натомість зайняв землі, що раніше належали Віра Сомешвари. Але невдовзі зазнав нападу з боку Кампілідеви, магараджи держави Кампілі. Водночас на північ Держави Хойсалів вдерся делійський полководець Малік Кафур. 1311 року впала столиця Дварасамудра. Віра Балала III вимушен був визнати зверхність Делійського султанату. 1313 року його син Вірупакша, який з 1311 року перебував у Делі в якості заручника, завдяки дипломатії магараджахіраджи повернувся до Дварасамудру, яку Віра Балала III відбудував. Допомагав Віра Пандьї IV у війні проти брата Сундари Пандьї IV.
1316 року після смерті Алаудідна в Делійському султанаті почалася боротьба за владу. Це дозволило Віра Балала III скинути залежність. В наступні роки активно втручався у справи держави Пандья, де точилася боротьба за владу. Втім у 1317 році султан Кутб-уд-дін Мубарак ліквідував Державу Сеунів, внаслідок чого кордони Делійського султанату безпосередньої наблизилися до Держави Хойсалів. Проте нова боротьба за трон в Делі дозволило магараджахіраджи не зважати на це. 1323 року було завдано поразки Сундарі Пандья IV, що дозволило Віра Пандьї IV, союзнику-васалу Хойсалів, об'єднати частини держави Пандья.
1325 року виступав проти мусульманських залог та дрібних князівств, що визнали владу Делі. Під час цієї війни 1327 року новий делійський султан Мухаммад бін Туґлак вдруге захопив столицю Хойсалів — Дварасамудру. Віра Балала III втік до Тіруваннамалая, звідки він продовжував чинити опір. В результаті султан 1328 року повернувся на північ, а магараджахіраджа відновив владу в усіх володіннях. Віра Балала III заснував другу столицю під назвою Хосапаттна на березі річки Тунґабгадра.
1335 року спільно з Віра Пандья IV виступив проти Ма'абарського султанату, що утворився на частині держави Пандья. 1340 року вдалося завдати нищівної поразки султану Ала-уд-дін Удайджі-хану. Але вже 1342 року почалася війна проти нового султана — Мухаммад-шаха Дамгані. У битві під Каннануром, вже здобуваючи перемогу над супротивником, табір магараджахіраджи було раптово атаковано султанським військом й Віра Балала III потрапив у полон. Це спричинило втечу війська Хойсалів. Самого правителя за цим було страчено — з живого здерто шкіру. Боротьбу продовжив його син Вірупакша.